# Ghedeon

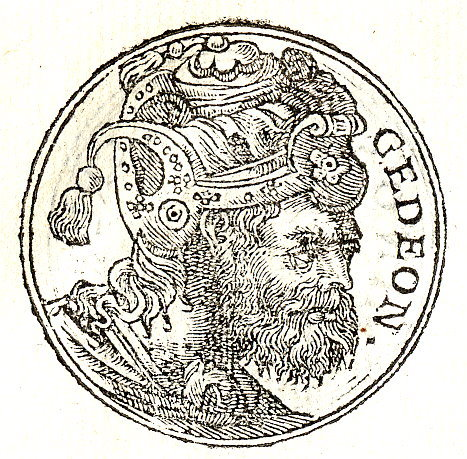
Ghedeon în cartea iconografică "Promptuarii Iconum Insigniorum", tipărită de Guillaume Rouillé (1518?-1589)

Ghedeon - în ebraică Ghid'on (גדעון), numit și Yerubaal sau Yerubeshet, a fost un personaj biblic, erou și „Judecător” evreu antic, faimos prin victoria asupra Midianiților despre care se povestește în capitolele 6-8 ale Cărții Judecătorilor din Biblia ebraică, respectiv Vechiul Testament al religiei creștine.
Ghedeon era fiul lui Ioaș (Yoash), din ginta Abiezri (Aviezri) a tribului Manase (Menashe) și trăia la Ofra.
În fruntea unei oști de numai 300 de „viteji” israeliți (așa cum i-a poruncit Dumnezeu-Yahve) el a a dobândit o victorie decisivă asupra oștii midianite, cu mult mai numeroasă.
Dupā Scriptură (Biblia), Ghedeon a fost al cincilea judecător care s-a distins în fruntea israeliților în ceea ce s-a numit Perioada Judecātorilor, probabil în Secolul al XII-lea î.Hr.
Renumele sāu ca salvator al israeliților din mâinile midianiților si ale amaleciților și mai ales rāsunetul victoriei sale asupra midianiților au avut ecou în toate generațiile următoare ale iudaismului și ale poporului evreu. Victoria sa militară este evocată în Psalmul 83, 12, precum și în cartea Samuel 1,11, 12 și în cartea profetului Isaia  9, 3 și 10, 26
Ghedeon este venerat și de traditia creștină ca Sfântul și Dreptul Ghedeon. Biserica Catolică și cea Ortodoxă îl celebrează la 26 septembrie, Biserica Coptă iarna, la 16 al lunii Kiahk, iar Biserica Apostolică Armeană la 30 iulie. La  creștinii ortodocși el este comemorat împreună cu celelalte figuri de drepți din Vechiul Testament în Duminica Sfinților Strămoși, duminica dinainte de Crăciun (a Patra Duminică a Adventului). 

## Numele
Numele ebraic Gid'on provine de la rădăcina verbală גדע (gd') (verbul gad'a) și ar însemna "Tăietorul"  
În transcripție greacă în Septuaginta apare ca Γεδεων - Ghedeon.
În cartea Judecători 6,32 el este numit Yerubaal (יְרֻבַּעַל) (în Septuaginta:Ιαρβααλ). 
Etimologia tradițională a acestui nume din Biblie este "Se va măsura cu Baal"
După alte surse, numele acesta provine de la verbul rbb (ravav) - a fi numeros, și de la numele zeului Baal, însemnând „Baal e mare”. 
După unii cercetători moderni, folosirea numelor Ghedeon și Yerubaal reflectă două seturi de povestiri inițial independente, și care au fost combinate de un redactor biblic care dorea să se refere la un singur și acelaș personaj  
În cartea Samuel 2, 11,21 Gheodon apare sub forma Yerubeshet. După opinia unor cercetători aparținând criticii Bibliei, inclusiv rabinul Abraham Geiger, Beshet sau Boshet („rușine”)  a înlocuit la un moment dat numele considerat drept oroare de către monoteiști, al zeului Baal.

## Narațiunea biblică

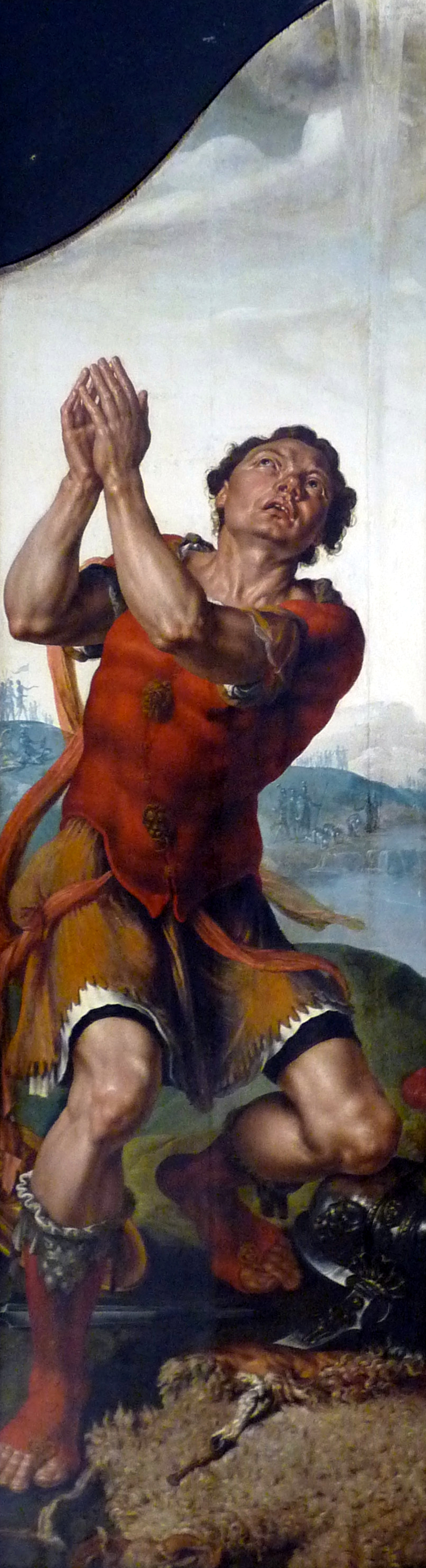
Ghedeon mulțumind lui Dumnezeu pentru miracolul lânii udate de rouă - pictură de Maarten van Heemskerck, Muzeul de arte din Strasbourg

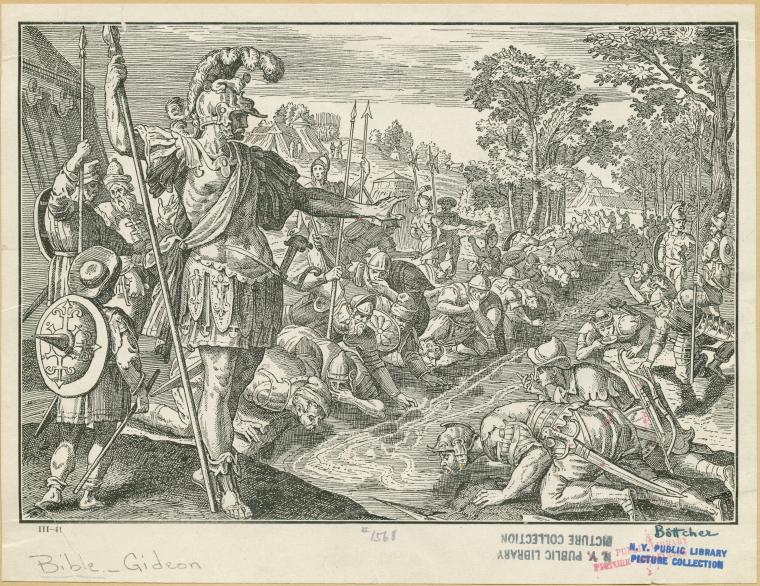
Ghedeon își alege oștenii după felul în care își potolesc setea din pârâu - gravură de Christian Eduard Böttcher, 1908

40 de ani s-au scurs de la pacea asigurată israeliților de Debora (Dvora) prin victoria ei asupra canaaniților și ei iarăși s-au îndepărtat de Dumnezeu-Yahve. Midianiții, amalekiții și alte popoare nomade au început să-i asuprească vreme de șapte ani.
„Și mâna Madianiților era grea pentru Israel, și fiii lui Israel și-au făcut, de răul Madianiților, ascunzători în munți și peșteri și stânci greu de pătruns.
3. Când Israel semăna, veneau Madianiții, Amaleciții și locuitorii din pustie la el
4. Și stăteau la ei în corturi, măncând roadele pamantului până la Gaza, și nu lăsau pentru hrana lui Israel nici oaie, nici bou, nici asin.
5. Căci ei veneau cu vitele și cu corturile lor și veneau mulți ca lăcustele; ei și cămilele lor erau fără număr și cutreierau țara lui Israel și o pustiau”
Dumnezeu l-a ales pe Ghedeon (Gideon), fiul lui Yoash, un tânăr din Ofra, din tribul Manase (Menashe)  pentru a lupta cu midianiții și a-i elibera de sub jugul acestora. Înainte de aceasta, el a fost însărcinat și să înlăture cultul idolatru al zeului Baal din regiune.
Misiunea i-a fost comunicată lui Ghedeon prin „îngerul Domnului” (în textul ebraic: „Îngerul lui Yahve” (Judecători 6,11) care a apărut în fața sa sub chipul unui drumeț așezat în umbra unui arbore de terebint sau de fistic (Pistacia palaestina).  Aceasta aduce aminte de întâlnirea dintre Avraam și îngeri lângă copacul din Mamre, atunci când i-au promis că lui și soției sale, Sara, li se va naște un băiat, în ciuda vârstei lor foarte înaintate.(Facerea, 18;1-15)
Îngerul l-a salutat pe Ghedeon, spunând:
„“Domnul este cu tine, voinicule!””
 (Judecători 6,12) 
Ghedeon i-a cerut lui Dumnezeu să-și dovedească voința și puterea prin trei semne miraculoase: mai întâi chiar de la înger   
care cu toiagul a lovit în piatră și a ieșit un foc care a mistuit carnea și azimile aduse în dar de Ghedeon (Jud. 6,11-22), iar mai apoi două semne referitoare la o bucată de lână, cu care Dumnezeu a făcut în două nopți consecutive niște minuni exact una contrariul celeilalte. (Jud. 6,36-40).  
La porunca lui Yahve, Gideon a distrus noaptea altarul zeului Baal și copacul Asherei de lângă el. De atunci Ghedeon a fost numit Yerubaal.(Jud.6,32).
Ghedeon a trimis curieri pentru a aduna luptători din triburile israelite Așer (Asher), Zebulon (Zevulun) și Naftali, precum și din propriul său trib Manase (Menashe) pentru a înfrunta oastea midianiților și a amaleciților are au trecut Iordanul și și-au așezat corturile în locul Ein Harod din Valea Izreel (Esdraelon). Dar Dumnezeu (Yahve) i-a  spus lui Ghedeon ca a adunat prea mulți bărbați  („E prea mult popor cu tine”) ceea ce îi va putea face pe israeliți să creadă că victoria li se datorează lor, și nu lui Dumnezeu care, de fapt, i-a salvat.
Dumnezeu i-a poruncit lui Ghedeon să trimeată la vatră mai pe toți aceia cărora le era teamă.  Ghedeon a dat știre atunci că oricine voia să plece acasă era liber să o facă. 22,000 s-au întors acasă, iar 10,000 au rămas. Dar Dumnezeu a considerat ca și aceștia sunt prea mulți și i-a poruncit lui Ghedeon să-i aducă la o apă și să-i păstreze numai pe aceia care vor lua apă în căușul mâinii și apoi o vor „limpăi” cu limba ca și câinii. Pe cei care au îngenunchiat ca să bea apa fără să o ia în pumni, i-a trimis acasă. Prin aceasta alegere au rămas cu Ghedeon doar 300 de luptători. (Judecători 7:4-7).
î

### Atacul nocturn

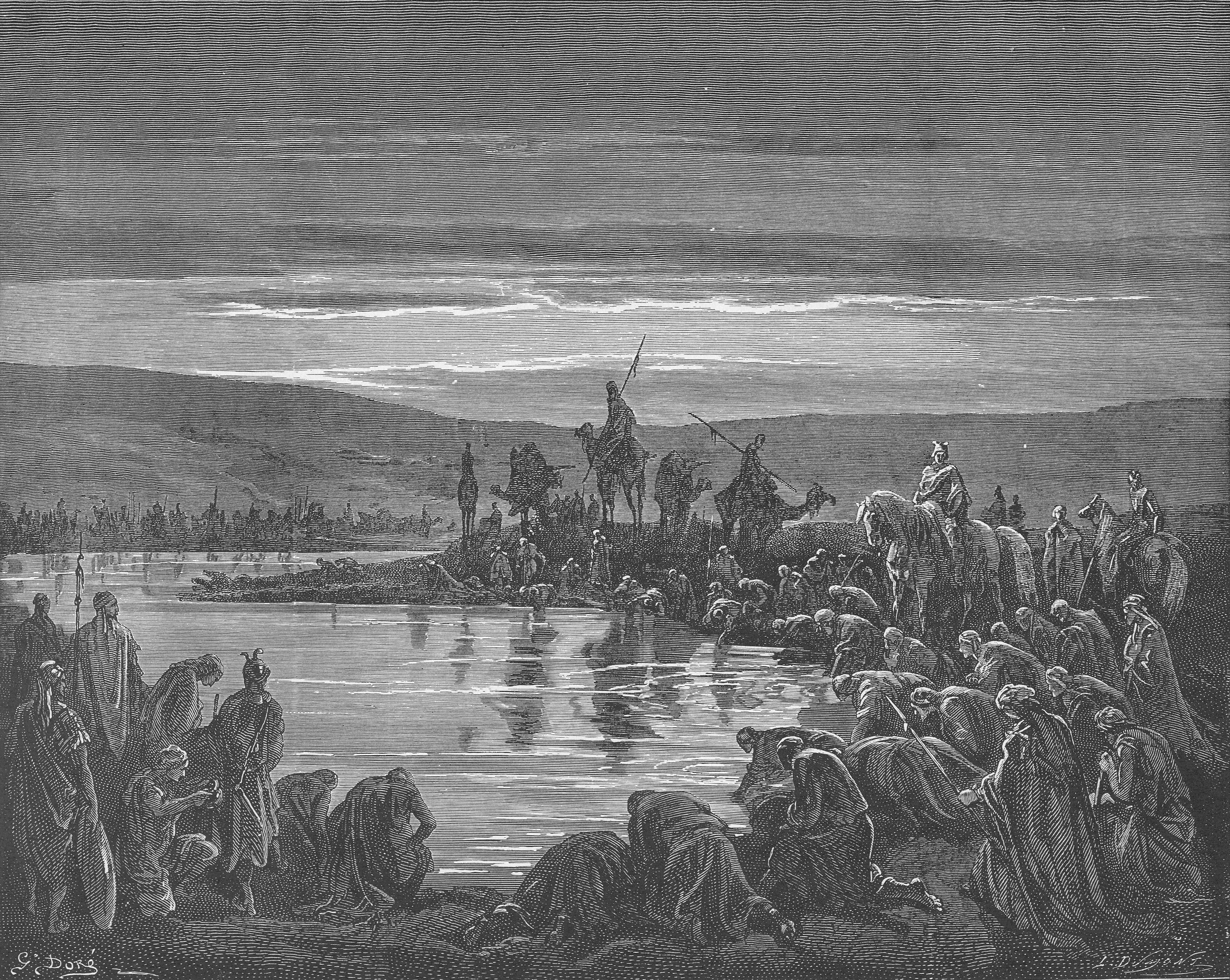
Ghedeon alegându-și oștenii - desen de Gustave Doré într-o ediție engleză a Bibliei, 1866

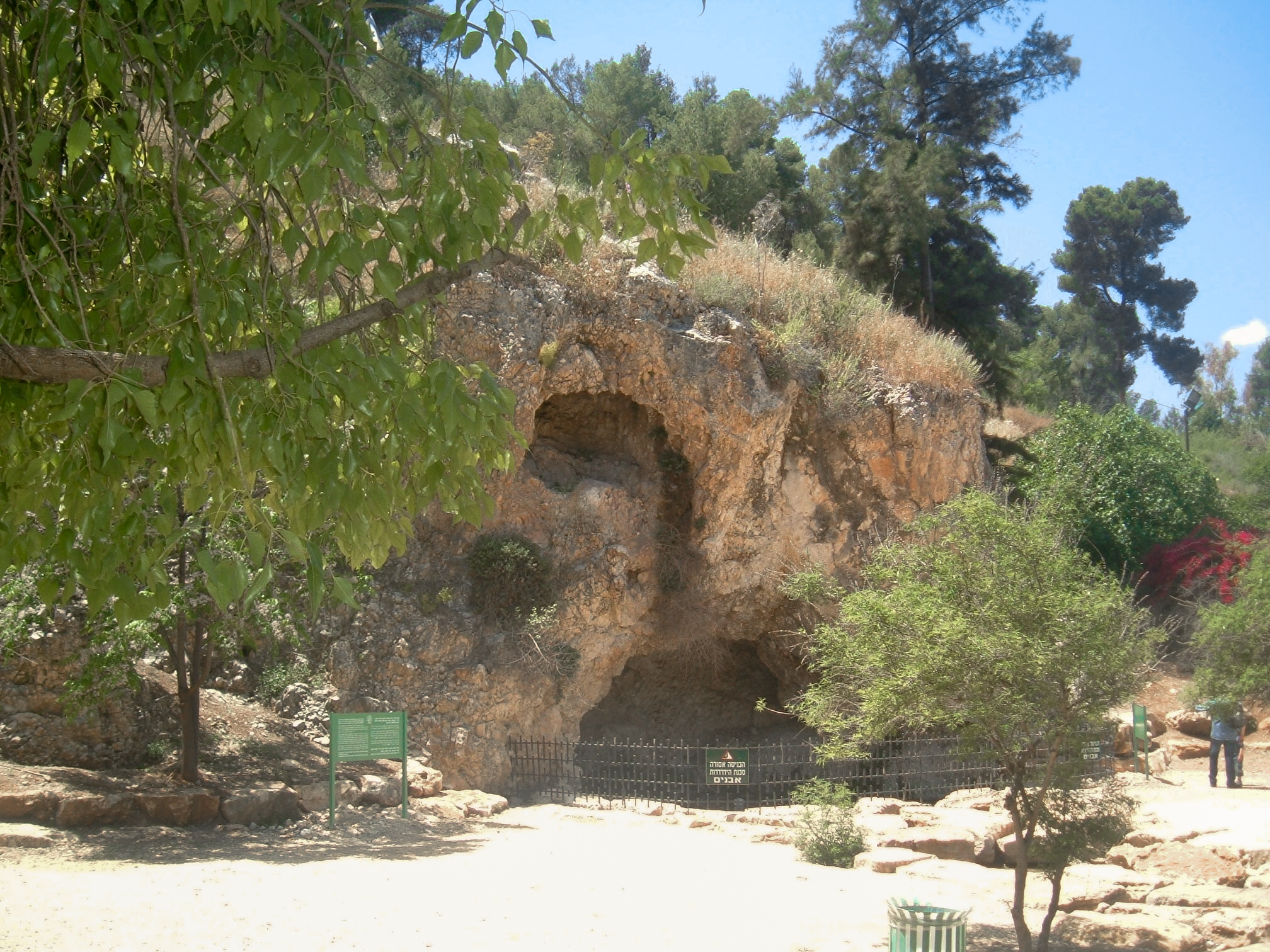
"Grota lui Ghedeon", lânga izvorul Ein Harod, locul unde se crede că Ghedeon și-a încercat oștenii, azi în Parcul Național Harod în Israel

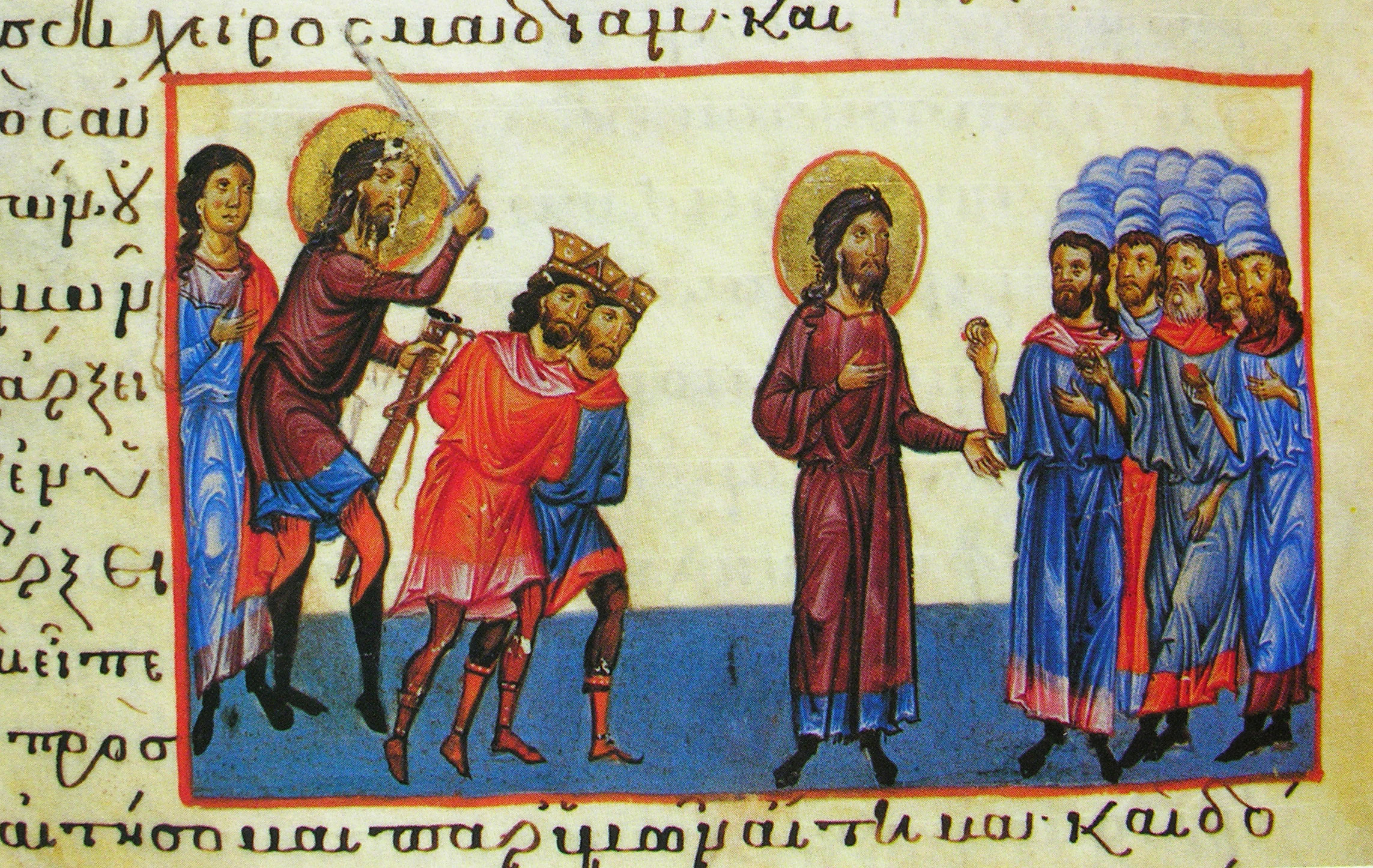
Ghedeon ii omoară pe regii midianiți Zevah si pe Tzalmona - Bizanț, sec. XIII - Mănăstirea Vatopedi, Muntele Athos

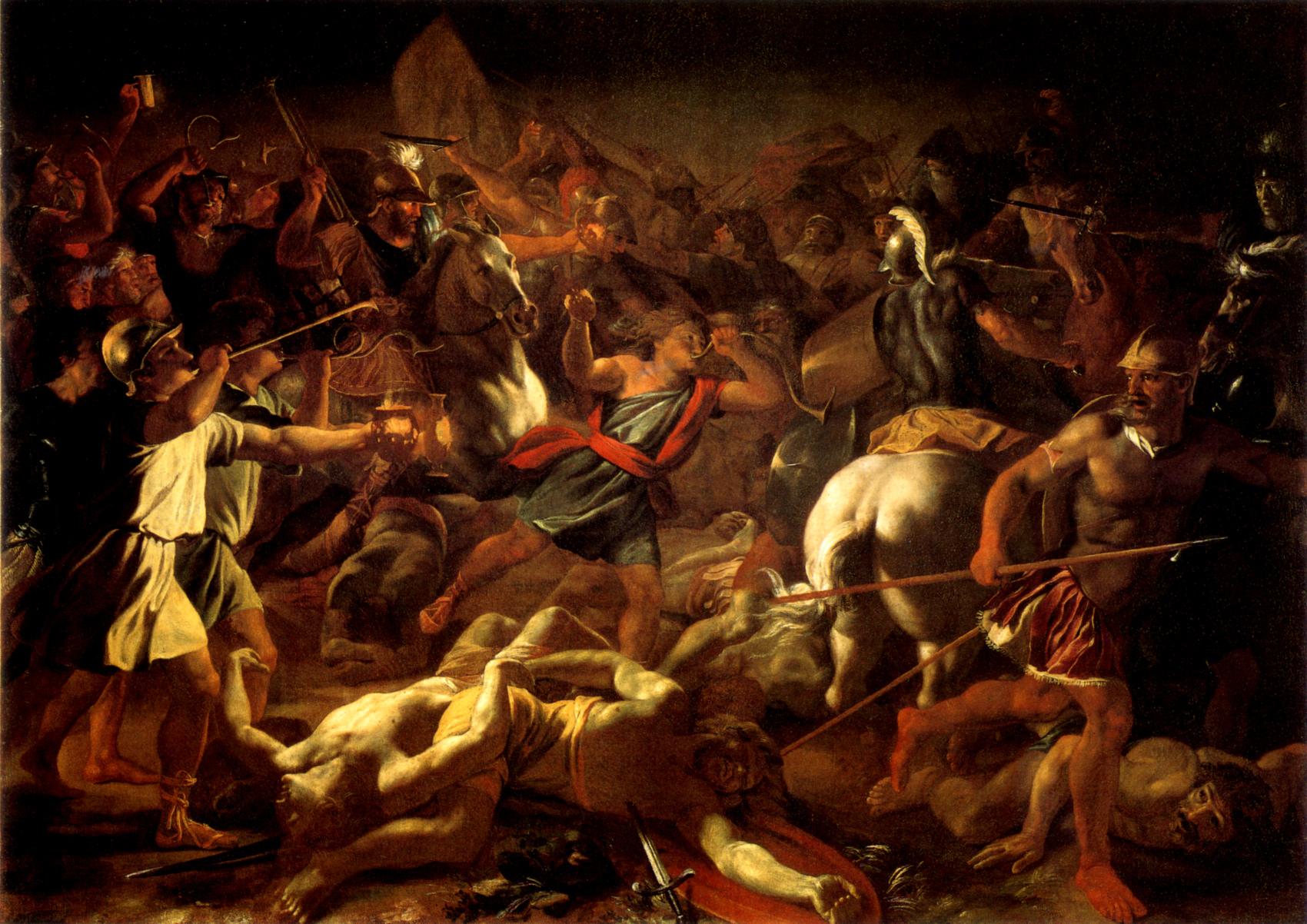
Victoria lui Ghedeon asupra midianiților - pictură de Nicolas Poussin, 1625

În timpul nopții Dumnezeu i-a poruncit lui Ghedeon să iscodească în preajma taberei madianiților. El auzi un madianit povestind unui altuia un vis:
„Am visat parcă o pâine rotundă de orz, ce se rostogolea prin tabăra madianită și, ajungând la un cort, a izbit în el așa de tare, încât el a căzut, s-a răsturnat si s-a desfăcut”.Celălalt i-a răspuns: “Aceasta nu este alta decât sabia lui Ghedeon, fiul lui Ioas israelitul; Dumnezeu a dat în mâna lui pe Madianiți și toată tabăra”
Ghedeon s-a intors în tabăra israelită și a împărțit oamenilor săi câte o trâmbiță și câte o oală cu o făclie. Împărțiți în trei unități, Ghedeon și cei trei sute de israeliți  au asaltat tabăra madianiților suflând din trâmbițe, spargând oalele și aprinzând făcliile. Madianiții,  crezând că au de-a face cu o oaste mare, au luat-o la fugă. (Judecători, 7:17-22) 
El și cei trei sute de oșteni ai săi i-au urmărit pe regii madianiți Zevah și Tzalmuna
Când Ghedeon le-a cerut locuitorilor din Sukot și Peniel sa aducă pâini oștenilor săi, aceștia l-au refuzat și l-au luat în râs. De aceea, după ce i-a prins pe cei doi regi madianiți, Ghedeon i-a pedepsit pe oamenii din Sukot și a dărâmat turnul din Penuel, ucigând pe oamenii din cetate. Apoi a poruncit fiului său mai mare, Yeter, să-i execute pe regii captivi, care i-au omărât frații.Dar acesta, fiind  tânăr, nu a îndrăznit, și atunci i-a omorât Ghedeon însuși    (Jud. 8:19-21)

### Blocarea trecerilor peste Iordan și plângerile celor din tribul Efraim
Ghedeon a trimis curieri la oamenii din tribul Efraim, cerându-le sǎ blocheze locurile de trecere peste Iordan în fața madianitilor în retragere.
Ei au urmat porunca si au izbutit sǎ-i ucidǎ pe doi din conducǎtorii madianiților Orev si Zeev. si au adus capetele acestora în fața lui Ghedeon. 
Erau maniați pe Ghedeon cǎ nu i-a chemat mai dinainte la rǎzboi dar i-a potolit spunându-le:“Fǎcut-am eu oare ceva la fel cu ceea ce ați fǎcut voi? Nu e mai fericit oare Efraim cǎ a cules toata via, decât Abiezer care s-a ales cu câțiva ciorchini?"
 
O altǎ mǎrturie a rivalitǎții dintre triburile Efraim și Manasse  apare si in povestea lui Ieftah Ghiladitul si a luptei sale cu amonitii. Spre deosebire de Ghedeon Ieftah a reacționat cu cruzime la protestele efraimiților.

### Epilog

#### Propunerea de încoronare și efodul
Israeliții au vrut ca Ghedeon sǎ se proclame rege si sǎ fondeze o dinastie,  dar el a refuzat, spunând cǎ doar Yahve va domni peste ei. Dupǎ G.A.Cooke, care a remarcat lipsa de continuitate dintre episodul ostilitǎții celor din tribul Efraim fațǎ de Ghedeon și oferta de a-l alege rege, aceasta din urmǎ își are originea într-o sursǎ secundarǎ.  
Ghedeon și-a confecționat apoi un efod din aurul capturat în bǎtǎlie si l-a așezat ca semn memorial al victoriei sale în Ofra. Poporul a facut însā din acesta un loc de închinare dupǎ obiceiul pǎgân. 

#### Viața privatǎ și sfârșitul vieții lui Ghedeon
Ghedeon a luat mai multe soții cu care a avut 70 de fii. Una din concubinele sale, originarã din Sihem (Shkhem), i-a nǎscut un fiu numit Abimelec (Avimeleh), care a devenit mai târziu rege al orașului Sihem.
În timpul lui Ghedeon au urmat 40 ani de pace în Israel, asemǎnǎtor cu zilele din urmǎ ale judecǎtorului Otniel ben Knaz și ale Deborei. El a murit la adânci bǎtrânețe și a fost îngropat la Ofra. Dupǎ moartea sa israeliții au reluat cultul zeului Baal Brit și nu au acordat vreun respect familiei lui Ghedeon. (Jud. 8, 33)
Fiul sǎu Avimeleh ben Ghid'on a pus sa fie mǎcelăriți cei 70 de frați ai sǎi. Cel mai mic dintre ei, Yotam ben Ghid'on a supraviețuit și l-a blestemat cu cuvintele cunoscute ca Parabola lui Yotam  (Mashal Yotam). (Jud. cap.9)

## Personalitatea lui Ghedeon
Figura lui Ghedeon, așa cum este reflectatǎ în narațiunea biblicǎ, este complexǎ si caracterizatǎ de trǎsǎturi contradictorii.
Pe de o parte șovăia, si se temea foarte mult de acțiune, cǎuta, înainte de toate, sǎ se asigure prin semne si precauțiuni înainte de a trece la faptǎ. În schimb, dupǎ ce a obținut semne de la înger, dupǎ semnul mistuirii bucǎtii de lânǎ și cete mici de oșteni si apoi a urmǎrit dusmanul adanc pe teritoriul acestuia.
Și fațǎ de propriul sǎu popor s-a purtat în mod diferit, dupǎ situație. Pe de o parte , dupǎ batalie s-a arātat senin și împǎciuitor în fața obiecțiunilor și revoltei efraimiților. Pe de altǎ parte, când oamenii din Sukot și Penuel au refuzat sā-i dea ajutor în luptă, i-a umilit și s-a rāzbunat împotriva lor cu cruzime.
Ghedeon a dovedit modestie īnainte de asumarea misiunii ce i a fost încredintată și, mai apoi, a refuzat să fie proclamat rege, în schimb, a închinat efodul pe care l-a făurit din prada capturată, ca un fel de monument al victoriei sale.

## Ghedeon în literatura iudaicǎ post-biblicǎ

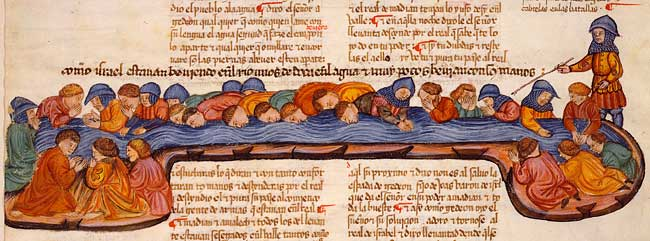
Ghedeon selectându-și oștenii - ilustrație în „Biblia Alba”, Spania

Relatarea despre Ghedeon este reluată din Biblie în cartea Antichitǎți iudaice scrisă în limba greacă de Yosef Ben Matityahu (Josephus Flavius).
Autorii antologiei medievale de legende midrashice "Yalkut Shimoni" credeau ca episodul revelației ingerului în fața lui Ghedeon a avut loc în vremea Paștelui (Pesah).  O mǎrturie în acest sens ar fi fost faptul cǎ Ghedeon a adus îngerului fǎinǎ de azimǎ. Midrashul susține cǎ Ghedeon a pledat īnaintea lui Dumnezeu în favoarea poporului Israel.
Numele Yerubaal pe care l-a purtat Ghedeon este explicat de Talmud ca însemnând "cel care l-a combātut pe zeul Baal". (Seder Moed, Tratatul Rosh Hashana, 28, 1 Ghemara)
In Tosefta, din tratatul talmudic Rosh Hashana ap.1, 1, 17 in pasajul referitor la raspunsul negativ al prorocului Samuel la presiunile în rândul poporului în favoarea instaurǎrii monarhiei, statutul nobil al lui Ghedeon ca fruntaș al poporului este asemuit cu cel al lui Moise 
Īn Midrashul antic Tanhuma din Palestina anticǎ și în "Yalkut Shimoni" Ghedeon este calificat drept "reik" (gol de spirit) adicǎ "ignorant" sau "om de rând" (am haaretz) din punct de vedere spiritual,  având însǎ meritul de a apǎra poporul Israel.
Rabinul ortodox Issahar Teichthal (1885-1945), care a pierit în Holocaust, in cartea sa "Em habanim simhá" (1943), a fǎcut o analogie între Gheodon și sioniști. El a considerat că poate fi uneori legitimǎ și conducerea poporului de către oameni laici.

## Ghedeon în tradiția creștinǎ

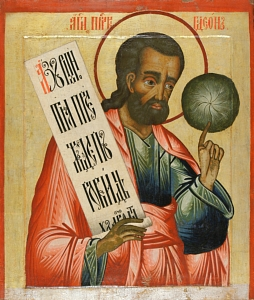
Icoană cu chipul Dreptului Ghedeon la Mănăstirea Kiji din Karelia, Rusia

În Noul Testament Ghedeon este menționat în capitolul 11 al Epistolei cǎtre evrei a apostolului Pavel ca o pildǎ de om de credințǎ, unul din eroii credinței menționați în aceastǎ carte.
„Și ce voi mai zice? Cǎci timpul nu-mi va ajunge, ca să vorbesc de Ghedeon...(și alții)...Care prin credințǎ, au biruit împǎrații, au fǎcut dreptate, au dobândit fǎgāduințele, au astupat gurile leilor/Au stins puterea focului, au scăpat de ascuțișul sabiei, s-au împuternicit, din slabi ce erau s-au fǎcut țǎri īn rǎzboi, au întors taberele vrǎjmașilor pe fugǎ”
 (Evrei, 11,32-34)
Ghedeon este privit ca sfânt de bisericile creștine ortodoxe și orientale, precum și de bisericile catolice de rit latin. De asemenea el este comemorat împreună cu celelalte figuri de drepți din Vechiul Testament în duminica dinainte de Crăciun (a Patra Duminică a Adventului). De asemenea el este prǎznuit la 30 iulie ca unul din Sfinții Bisericii Apostolice Armene. În martirologia romanǎ de rit latin el este comemorat la 26 septembrie. 
Honorius Augustodunensis (c.1080-c.1137) l-a comparat pe Gideon cu Iisus, care a mântuit omenirea, precum Gideon a salvat poporul său din mâinile midianiților. 
Figura lui Ghedeon este evocată mai ales în contextul Miracolului Lânii udate cu rouă  (Lâna înrourată sau Ploaia pe lână) interpretat ca o alegorie a impregnārii Sfintei Fecioare Maria de către Sfântul Duh. 
Acest motiv apare atât la autori ecleziastici din vestul Europei ca și din Orient, precum Chiril al Ierusalimului (313-386),Sfântul Ambrozie (c. 340-397) si Procopius din Gaza (c.465-c.529), după multe secole în Spania predicatorul Alejandro de San Antonio în Sermones varios de María Santíssima sobre sus principales mysterios, festividades y títulos (vol.1 predica XII p.296, Madrid, 1735)  
Ioan Damaschinul spunea: Ploaia de pe lână (...) preînchipuie pe Fecioara și Născătoarea de Dumnezeu”. 
Pentru Origen, se pare, pe urmele lui Irineu  lâna ar fi simbolic Israel, care mai întâi s-a imbibat de har, dar apoi l-a pierdut. 
pământul care e udat mai apoi cu rouă ar reprezenta neamurile păgâne care au dobândit bunurile spirituale de care nu avuseseră parte până atunci. 
În secolul al XV-lea lâna lui Ghedeon devine simbolul Ordinului Lânii de Aur, în locul Lânii de Aur din mitul păgân grecesc al lui Iason
La creștinii ortodocși - de pilda, troparul Născătoarei de Dumnezeu pe glasul al 6-lea, de vineri de la vecernie și sâmbătă la utrenie, spune: ,,Mai înainte a spus Ghedeon zămislirea și David a tâlcuit nașterea ta, Născătoare de Dumnezeu; că S-a pogorât ca ploaia pe lână Cuvântul în pântecele tău și ai odrăslit fără de sămânță, pământule sfinte, lumii mântuire, pe Hristos Dumnezeul nostru, ceea ce ești plină de har”. Una din scrierile mitropolitului Dimitri din Rostov (1659-1709) se intituleazǎ „Lâna înrourată” - Руно орошенное
Povestirea despre Ghedeon a fost folositǎ  în Reforma Protestantă în polemica împotriva clerului  catolic. Hans von Rüte în piesa sa „Gideon” din anul 1540 a fǎcut o paralelǎ între distrugerea altarului lui Baal de cǎtre Ghedeon și îndepărtarea moaștelor sfinților din biserici.
În 1899 a luat ființă în Statele Unite organizația evanghelistă creștină americană „Gideons International” care se ocupă cu distribuirea gratuită de Biblii. Stema organizației reprezintă un ulcior cu două mânere si o torță, simbolizând uneltele folosite de Ghedeon pentru a semǎna spaima în oștirea midianitǎ.

## Interferențe iudeo-islamice
- Episodul selecției oștenilor prin încercarea bǎutului apei din izvor este menționat în Coran în Sura 2 Al Baqara (Vaca), și se referă la Talut, care corespunde de obicei figurii regelui biblic Saul.(Coran, II, 249) [7] Ca si Ghedeon, oastea lui Talut se constituie, în cele din urmă, dintr-un număr mic de oșteni.

De fapt Ghedeon este numit în arabă Judiyan sau Jadua, dar el nu apare sub acest nume în Coran.  
- Mormântul musulman al unui Sheikh Muhammad așezat pe un deal, numit de arabi Jabal Jadua iar de evrei colina 851 sau Har Gideon, la 2 km est de centrul noii așezări evreiești Itamar din regiunea Samaria în Teritoriile Palestiniene este identificat de unii evrei ca Mormântul Judecătorului Ghedeon.

## În tradiția militară
Asemănător cu cei 300 de luptători spartani de la Termopile, Ghedeon a devenit un simbol al succeselor militare ale unor mici forțe de elită asupra unui dușman cu mult superior la numărul de combatanți.
- În secolul al XII-lea  „Prefatio de Almaria” invoca puterea lui Samson și sabia lui Ghedeon în contextul Reconquistei Almeria de către Ponce Giraldo de Cabrera (1147).
- Poetul elvețian Benedikt Gletting (Secolul al XVI-lea) a invocat „Sabia lui Ghedeon” într-o pledoarie pentru apărarea Vechii Confederații Elvețiene împotriva amenințării unei alianțe Franco-Otomane.
- Povestirea despre Ghedeon a fost evocatǎ și de comandantul Archibald Strachan înainte de Bǎtǎlia de la Carbisdale (1650 în vremea războiului civil din Scoția
- Forța Gideon a fost și o micǎ unitate specialǎ britanicā care a participat la Campania din Africa de Est în timpul celui de-al Doilea Rǎzboi Mondial.
- Faptele de arme ale lui Ghedeon a inspirat organizații și unități militare evreiești - de la începuturile sionismului - Organizația „Bnei Hamoshavot ” (Fiii cooperativelor) din primul val de emigrație sionist, spre Palestina, organizația „Haggideonim” și până la Armata de apărare a Israelului.
- Exemplul lui Gideon care a luptat în fruntea ostașilor săi, a fost adoptat ca valoare fundamentală de cursurile de ofițeri și comandanți ale forțelor paramilitare de rezistență Hagana și Palmah ale evreilor din Palestina mandatară și ale armatei israeliene după 1948. Cuvintele lui Ghedeon - מִמֶּנִּי תִרְאוּ וְכֵן תַּעֲשׂוּ - Mimeni tirú vkhén taasú  - “Să vă uitați la mine și să faceți ce voi face eu” (Judecători, 7,17)  sunt gravate pe unul din zidurile Școlii de ofițeri ai armatei israeliene.

## In memoriam
- Se crede că numele lanțului de dealuri Jabal Jadua (in ebraică: Rekhes Gid'onim) din Muntii Samariei este legat de numele lui Ghedeon
- Numele Gideon a fost dat regimentului 13 al Brigăzii Golani a armatei israeliene,  unității „Haggideonim” a Poliției israeliene și mai multor operațiuni militare ale forțelor Hagana (ex.Operația Gideon in cursul căreia forțele Hagana au ocupat in mai 1948 orașul Beisan = Bethshan)  și ale armatei israeliene.
- Figura lui Ghedeon a servit drept inspirație maiorului britanic Orde Charles Wingate în înființarea batalioanelor speciale evreiești de asalt din Palestina, cunoscute și sub numele  „Haggideonim”, de asemenea   a unității speciale Forța Gideon a britanicilor în Campania din Africa de est în cel de-al Doilea Război Mondial
- Așezarea israeliană Kfar Gideon și moshavul Ghideona din Valea Izreel în Israel îi poartă numele.

## În media artistică
Literatură
Dante Aligheri, Divina comedie, Purgatoriul, Cântul XXIV, versurile 124-125-126

### Pictură
- Picturi înfāțișându-l pe Ghedeon se aflā în Camera de aur a Țarinei la  Kremlinul din Moscova.

### Teatru
- 1752 -  Francisco Suriá (Spania)- oratoriul sacro-alegoric El vellocino de Gedeón  (Lâna lui Ghedeon)
- Lâna lui Ghedeon este amintitǎ și de Pedro Calderón de la Barca in piesa „El Socorro General"

- 1961 - Gideon - piesă de scriitorul american Paddy Chayefsky

### Muzică
- Cāntecul lui Gideon” (Zemer Gideon) al compozitoarei israeliene Naomi Shemer